# Allium brevistylum
{{#ifeq:0|0|{{#if:Allium brevistylum|{{#if:|[[]}}|[[]]}}}}
Allium brevistylum — вид трав'янистих рослин родини амарилісові (Amaryllidaceae), ендемік центрального заходу США.

## Опис
Цибулин 2–4, подовжені, 2–3 × 0.6–1 см; зовнішні оболонки сіруваті або буруваті, перетинчасті; внутрішні оболонки білуваті. Листки стійкі, зелені в період цвітіння, 2–5, листові пластини плоскі, 10–40 см × 2–8 мм, краї цілі. Стеблина стійка, поодинока, пряма, 20–60 см × 1.5–4 мм. Зонтик стійкий, прямостійний, нещільний, 7–20-квітковий, субпівсферичний, цибулинки невідомі. Квіти вузько урноподібні, 10–13 мм; листочки оцвітини прямостійні,  рожеві, ланцетні, ± рівні, краї цілі, верхівка загострена. Пиляки жовті; пилок світло-жовтий. Насіннєвий покрив тьмяний або блискучий. 2n = 14.
Період цвітіння: червень — серпень.

## Поширення
Поширений у штатах Колорадо, Айдахо, Монтана, Юта, Вайомінг (США).
Населяє болотисті луки та росте вздовж струмків, рідко на лісистих схилах; 2200–3400 м.